# Monticellita
La monticellita es un mineral de la clase de los nesosilicatos, y dentro de esta pertenece al llamado “grupo del olivino”. Fue descubierta en 1831 en el monte Vesubio en la Ciudad metropolitana de Nápoles, región de la Campania (Italia), siendo nombrada así en honor de Teodoro Monticelli, mineralogista italiano.

## Características químicas
Es un nesosilicato de calcio y magnesio, con los cationes de sílice en coordinación octaédrica. Los minerales del grupo del olivino en el que está son todos del sistema ortorrómbico, por lo que se denominan "ortosilicatos".
Forma una serie de solución sólida con el mineral kirschsteinita (CaFe2+SiO4), en la que la sustitución gradual del magnesio por hierro va dando los distintos minerales de la serie.
Además de los elementos de su fórmula, suele llevar como impurezas: titanio, aluminio, hierro, manganeso, cinc y agua.

## Formación y yacimientos
Se forma en rocas carbonatitas, como producto de la diferenciación magmática en magmas deficientes en sílice y ricos en CO2. También aparece en yacimientos de metamorfismo de contacto con gabros olivínicos, así como en contactos granito-dolomías. Rara vez se ha visto también en kimberlitas.
Suele encontrarse asociado a otros minerales como: gehlenita, espinela, calcita, merwinita, oakermanita, vesubiana, apatito o cuspidina.